# Episodi di Studio One (ottava stagione)
La ottava stagione della serie televisiva Studio One è andata in onda negli Stati Uniti dal 19 settembre 1955 al 17 settembre 1956 sulla CBS.
| nº | Titolo originale                              | Prima TV USA      |
| -- | --------------------------------------------- | ----------------- |
| 1  | Like Father, Like Son                         | 19 settembre 1955 |
| 2  | Three Empty Rooms                             | 26 settembre 1955 |
| 3  | A Likely Story                                | 3 ottobre 1955    |
| 4  | Uncle Ed and Circumstances                    | 10 ottobre 1955   |
| 5  | A Most Contagious Game                        | 17 ottobre 1955   |
| 6  | Private History                               | 24 ottobre 1955   |
| 7  | Split Level                                   | 31 ottobre 1955   |
| 8  | Shakedown Cruise                              | 7 novembre 1955   |
| 9  | The Judge and the Hangman                     | 14 novembre 1955  |
| 10 | Julie                                         | 21 novembre 1955  |
| 11 | The Man Who Caught the Ball at Coogan's Bluff | 28 novembre 1955  |
| 12 | Blow Up at Cortland                           | 5 dicembre 1955   |
| 13 | The Strongbox                                 | 12 dicembre 1955  |
| 14 | Miracle at Potter's Farm                      | 19 dicembre 1955  |
| 15 | Fair Play                                     | 26 dicembre 1955  |
| 16 | Dino                                          | 2 gennaio 1956    |
| 17 | The Talented Mr. Ripley                       | 9 gennaio 1956    |
| 18 | Johnny August                                 | 16 gennaio 1956   |
| 19 | A Public Figure                               | 23 gennaio 1956   |
| 20 | My Son Johnny                                 | 30 gennaio 1956   |
| 21 | The Silent Gun                                | 6 febbraio 1956   |
| 22 | Manhattan Duet                                | 13 febbraio 1956  |
| 23 | Circle of Guilt                               | 20 febbraio 1956  |
| 24 | Always Welcome                                | 27 febbraio 1956  |
| 25 | A Favor for Sam                               | 5 marzo 1956      |
| 26 | Flower of Pride                               | 12 marzo 1956     |
| 27 | The Laughter of Giants                        | 19 marzo 1956     |
| 28 | The Tale of St. Emergency                     | 26 marzo 1956     |
| 29 | This Will Do Nicely                           | 2 aprile 1956     |
| 30 | The Arena                                     | 9 aprile 1956     |
| 31 | Regarding File Number 3456                    | 16 aprile 1956    |
| 32 | I Do                                          | 30 aprile 1956    |
| 33 | The Drop of a Hat                             | 7 maggio 1956     |
| 34 | The Genie of Sutton Place                     | 14 maggio 1956    |
| 35 | The Star-Spangled Soldier                     | 21 maggio 1956    |
| 36 | Family Protection                             | 28 maggio 1956    |
| 37 | The Power                                     | 4 giugno 1956     |
| 38 | Flight                                        | 11 giugno 1956    |
| 39 | Snap Your Fingers                             | 18 giugno 1956    |
| 40 | Mr. Arcularis                                 | 25 giugno 1956    |
| 41 | The Luck of Luke McTigger                     | 2 luglio 1956     |
| 42 | Song for a Summer Night                       | 9 luglio 1956     |
| 43 | Emmaline                                      | 16 luglio 1956    |
| 44 | An Incident of Love                           | 23 luglio 1956    |
| 45 | The Ballad of Yermo Red                       | 30 luglio 1956    |
| 46 | Something Ventured                            | 6 agosto 1956     |
| 47 | Guiulio                                       | 27 agosto 1956    |
| 48 | A Day Before Battle                           | 3 settembre 1956  |
| 49 | Cauliflower Heart                             | 10 settembre 1956 |
| 50 | Dark Morning                                  | 17 settembre 1956 |

## Like Father, Like Son
- Diretto da:
- Scritto da:

### Trama
- Interpreti: Ralph Bellamy (Todd McNeill), Charles Dingle (giudice Swanson), Charles Drake, Geraldine Fitzgerald (Marian McNeill), Betty Furness (se stessa - annunciatrice sponsor), Geoffrey Horne (Jim), Vaughn Taylor (Billy), Keenan Wynn (Graham Hicks)

## Three Empty Rooms
- Diretto da:
- Scritto da:

### Trama
- Interpreti: Barbara Baxley (Louise Shoemaker), Steve Brodie (Jerry Shoemaker), Betty Furness (se stessa - annunciatrice sponsor), Eli Mintz (Mr. Elihu), Joseph Sweeney (Mr. Sweeney)

## A Likely Story
- Diretto da:
- Scritto da:

### Trama
- Interpreti: Patricia Barry (Ethel Cascade), Eddie Bracken (Billy Cascade), Hope Emerson (Mrs. Bascomb), Betty Furness (se stessa - annunciatrice sponsor), Jack Whiting (Tim O'Hara)

## Uncle Ed and Circumstances
- Diretto da:
- Scritto da:

### Trama
- Interpreti: John Baragrey (Emcee), Edward Binns (Joe Doyle), Betty Furness (se stessa - annunciatrice sponsor), Jackie Gleason (zio Ed), Cliff Hall (Mike), Mildred Natwick (Kate), J. Pat O'Malley (Jim)

## A Most Contagious Game
- Diretto da:
- Scritto da:

### Trama
- Interpreti: Edward Andrews (Fistar Marrock), Steve Cochran (Dan), Kenny Delmar (Pentomer), Bert Freed (Mike Jannis), Betty Furness (se stessa - annunciatrice sponsor)

## Private History
- Diretto da:
- Scritto da:

### Trama
- Interpreti: Raymond Bramley (Deakins), Betty Furness (se stessa - annunciatrice sponsor), Cecil Kellaway (Jason), Luise King (Alexandra), Lee Philips (Stephen), Howard St. John (Herbert)

## Split Level
- Diretto da:
- Scritto da:

### Trama
- Interpreti: Mario Alcalde (Tonio), Dino Di Luca (Carlo DiStephani), Betty Furness (se stessa - annunciatrice sponsor), Douglas Gordon (Ashley), Cathleen Nesbitt (Veronica Vermilyea)

## Shakedown Cruise
- Diretto da:
- Scritto da:

### Trama
- Interpreti: Martin E. Brooks (Peters), Betty Furness (se stessa - annunciatrice sponsor), Don Hastings, Richard Kiley (Merrick), Lee Marvin (Teale), George Mathews (Samuelson), Clint Young

## The Judge and the Hangman
- Diretto da:
- Scritto da:

### Trama
- Interpreti: Herbert Berghof (Laszlo), Betty Furness (se stessa - annunciatrice sponsor), Kurt Kasznar (Barlach), Charles Korvin (Gastman)

## Julie
- Diretto da:
- Scritto da:

### Trama
- Interpreti: Roni Dengel (Julie), Betty Furness (se stessa - annunciatrice sponsor), Jan Miner (Mother), Jimmy Sommer (Larry)

## The Man Who Caught the Ball at Coogan's Bluff
- Diretto da:
- Scritto da:

### Trama
- Interpreti: Betty Furness (se stessa - annunciatrice sponsor), Henry Jones (Sloane), Gisele MacKenzie (Mrs. Abernathy), Horace McMahon, Alan Young (George Abernathy)

## Blow Up at Cortland
- Diretto da:
- Scritto da:

### Trama
- Interpreti: Neville Brand (Klaus), Philip Coolidge, Betty Furness (se stessa - annunciatrice sponsor), Chester Morris (Warden Garry)

## The Strongbox
- Diretto da:
- Scritto da:

### Trama
- Interpreti: Katharine Bard (Lydia), James Daly (Deering), Betty Furness (se stessa - annunciatrice sponsor), Meg Mundy (Lady Laracor)

## Miracle at Potter's Farm
- Diretto da:
- Scritto da:

### Trama
- Interpreti: Betty Furness (se stessa - annunciatrice sponsor), Luke Halpin (Brucie), Frank McHugh (Horace Potter), Natalie Wood (Jen Potter)

## Fair Play
- Diretto da:
- Scritto da:

### Trama
- Interpreti: Betty Furness (se stessa - annunciatrice sponsor), James Gregory (soldato Alan Pomeroy), Joe Mantell (Samuel Yarnell), Dewey Martin (tenente Peter Cameron), Cameron Prud'Homme

## Dino
- Diretto da:
- Scritto da:

### Trama
- Interpreti: Ralph Meeker (Mr. Sheridan), Sal Mineo (Dino), Dort Clark (Mr. Mandel), Rudy Bond (Mr. Manetta), Pat DeSimone (Tony), Carolyn Brenner (Mrs. Manetta), Edgar Stehli (Mr. Fields), Toni Halloran (Shirley Wallace), Danny Dennis (Danny), Frank Valenza (Steve), Paul Brenson (annunciatore, voce), Betty Furness (sé stessa, annunciatrice sponsor)

## The Talented Mr. Ripley
- Diretto da:
- Scritto da:

### Trama
- Interpreti: Keefe Brasselle, Betty Furness (se stessa - annunciatrice sponsor), William Redfield, Patricia Smith, Vaughn Taylor

## Johnny August
- Diretto da:
- Scritto da:

### Trama
- Interpreti: Jacques Aubuchon (Sebastian), Betty Furness (se stessa - annunciatrice sponsor), Phyllis Kirk (Samantha Dolan), Charles Korvin (El Cameron), Tina Louise (Dolores), Cameron Mitchell (Johnny August), Murvyn Vye (Poag)

## A Public Figure
- Diretto da:
- Scritto da:

### Trama
- Interpreti: Charles Cooper (Seth Jackson), James Daly (Scott Martin), Ray Duke (Johnny), Betty Furness (se stessa - annunciatrice sponsor), Clarke Gordon (Joe), Cliff Hall (dottor Morton), Mercedes McCambridge (Connie MartIn), Jimmy Rogers (Bruce Morton), Shepperd Strudwick (Hal Manning)

## My Son Johnny
- Diretto da:
- Scritto da:

### Trama
- Interpreti: Frank Campanella (Creefus), Wendell Corey (John Ryerson), Betty Furness (se stessa - annunciatrice sponsor), Larry Gates (Hy), Luke Halpin (Johnny), Paul Hartman (Cully), Cliff Norton (Luke), Neva Patterson (Helen), Henry Sharp (Jake)

## The Silent Gun
- Diretto da:
- Scritto da:

### Trama
- Interpreti: Jay Barney (Jim Burke), Lloyd Bridges (Sam Dobie), Tim Flynn (barista), Betty Furness (se stessa - annunciatrice sponsor), Chris Gampel (Oney Harris), Fred Herrick (Jennings), John Kellogg (Thorpe), Jet MacDonald (Ben), Frank McHugh (Ben Ames), Anthony Perkins (Clyde Smith), Paul Stevens (Davis Kane)

## Manhattan Duet
- Diretto da:
- Scritto da:

### Trama
- Interpreti: Edward Andrews (Nils Bergerman), Geraldine Brooks (Minerva), Nina Foch (Joyce Newell), Betty Furness (se stessa - annunciatrice sponsor), Paulene Myers (Louise), Dennis O'Keefe (Willard Newell), Judson Pratt (reporter)

## Circle of Guilt
- Diretto da:
- Scritto da:

### Trama
- Interpreti: Julie Adams (Anne), Joe Boland (Mike), Fred Clark (Mort), Betty Furness (se stessa - annunciatrice sponsor), Peter Graves (Glenn), Anne Seymour (Martha), Paul Stevens (Paul), Vaughn Taylor (Doc), Keenan Wynn (Wally)

## Always Welcome
- Diretto da:
- Scritto da:

### Trama
- Interpreti: Malcolm Brodrick (Jackie), Pat DeSimone (Frankie), Betty Furness (se stessa - annunciatrice sponsor), Henry Jones (Mr. Weaver), Billy Kochiyana (Peppy), John Lupton (Marty), Judy Sanford (Sandy)

## A Favor for Sam
- Diretto da:
- Scritto da:

### Trama
- Interpreti: Jacques Aubuchon (Garrow), John Buckwalter (Griffin), Irwin Charone (Eddie Marks), Harrison Dowd (Watchman), Betty Furness (se stessa - annunciatrice sponsor), Priscilla Gillette (Grace), Don Gordon (Eddie), Woodrow Parfrey (Jesse), Archie Smith (Vic), Michael Strong (Otis), James Whitmore (Sam)

## Flower of Pride
- Diretto da:
- Scritto da:

### Trama
- Interpreti: Geraldine Fitzgerald (Duchess), Trevor Howard (Vittorio), Felicia Montealegre (Sara), Halliwell Hobbes (padre Benedict), Betty Furness (se stessa - annunciatrice sponsor), Moyna MacGill (Dressmaker), LeRoi Operti (Gucci), Brook Seawell (Lalla), Zolya Talma (Senora Maroni)

## The Laughter of Giants
- Diretto da:
- Scritto da:

### Trama
- Interpreti: Brian Donlevy (Jim), Betty Furness (se stessa - annunciatrice sponsor), Rita Gam (Rain), Biff McGuire (Cary), Patrick McVey (Mike)

## The Tale of St. Emergency
- Diretto da:
- Scritto da:

### Trama
- Interpreti: James Barton (Joe Tinker), Red Buttons (St. Emergency), Russell Collins (Collins), Paul Ford (Jones), Betty Furness (se stessa - annunciatrice sponsor), Cliff Hall (Carter), Henry Jones (St. Barnabas), Cecil Kellaway, Clint Young (poliziotto)

## This Will Do Nicely
- Diretto da:
- Scritto da:

### Trama
- Interpreti: Larry Blyden (Cadmon), Bert Freed (tenente Burke), Betty Furness (se stessa - annunciatrice sponsor), Felicia Montealegre (Helen), Alan Young (Timothy)

## The Arena
- Diretto da:
- Scritto da:

### Trama
- Interpreti: Wendell Corey (James Norton), Chester Morris (Feeney), John Cromwell (senatore Rogers), Leora Dana (Margaret Norton), Edgar Stehli (Frank Norton), Peter Turgeon (Humphreys), Frances Sternhagen (Betty), Harry Holcombe (senatore Smithson), Paul Brenson (annunciatore, voce), Betty Furness (se stessa - annunciatrice sponsor)

## Regarding File Number 3456
- Diretto da:
- Scritto da:

### Trama
- Interpreti: Donald Briggs (Michael), Betty Furness (se stessa - annunciatrice sponsor), Priscilla Gillette (Irene), Dolly Haas (Mrs. Kneiper), Lin McCarthy (Sherman), Judson Pratt (Mr. Trasker), Anne Seymour (Carol Trasker), Victor Thorley (Mr. Kneips), Douglass Watson (Gil)

## I Do
- Diretto da:
- Scritto da:

### Trama
- Interpreti: Carolyn Brenner (Mrs. Stenderman), Bobby Driscoll (Peter), Betty Furness (se stessa - annunciatrice sponsor), Cliff Hall (Mr. Stenderman), Gigi Perreau (Jean), Jill Selferth (Myra), John Shellie (Arthur), Harry Townes (Mr. Hager), Alfreda Wallace (Margaret)

## The Drop of a Hat
- Diretto da:
- Scritto da:

### Trama
- Interpreti: Valerie Bettis (Sasha), Stephen Elliott (Dundee), Nina Foch (Fran Dundee), Betty Furness (se stessa - annunciatrice sponsor), Loraine Grover (Melissa), Jayne Meadows (Leslie Abbott), Elizabeth Montgomery (Maggie), George Voskovec (Mr. Kovac)

## The Genie of Sutton Place
- Diretto da:
- Scritto da:

### Trama
- Interpreti: Betty Furness (se stessa - annunciatrice sponsor), Harvey Grant (Timothy), Jonathan Harris (Mr. Dickinson), Henry Jones (Sam), William Marshall (Abdullah), Polly Rowles (Zia Lucy)

## The Star-Spangled Soldier
- Diretto da:
- Scritto da:

### Trama
- Interpreti: Chris Barbery (Cadet Remerfuss), Ray Collins (generale Sam Woolery), Zamah Cunningham (Mrs. Lagerloff), Kenny Delmar (sindaco Clamberg), Betty Furness (se stessa - annunciatrice sponsor), Eddie Mayehoff (colonnello George Woolery), Parker McCormick (Martha Woolery), Dan Morgan (sceriffo Monday), Vaughn Taylor (Prof. Henry Lempkin)

## Family Protection
- Diretto da:
- Scritto da:

### Trama
- Interpreti: Corey Allen (Eddie), Conrad Bain (Evans), John Buckwalter (Mr. Dover), Betty Furness (se stessa - annunciatrice sponsor), Janine Manatis (impiegato banca), Joseph Marr (barista), Al Sander (Mathis), Everett Sloane (Mike Hudson), Leonard Stone (Farrow), Joanne Woodward (Daisy)

## The Power
- Diretto da:
- Scritto da:

### Trama
- Interpreti: Theodore Bikel (Grossman), Dort Clark (Mike), James Daly (Bill Tanner), Betty Furness (se stessa - annunciatrice sponsor), Joyce Lear (Petey), Henry Sharp (Scott), Paul Stevens (Defalco), Shepperd Strudwick (Nordlund), David White (Van Zandt)

## Flight
- Diretto da:
- Scritto da:

### Trama
- Interpreti: Mario Alcalde (Joseph), Robert Carricart (Thomas), Míriam Colón (Rosie), Betty Furness (se stessa - annunciatrice sponsor), Vivian Nathan (Mama Torres), José Pérez (Emilio), Maria Reid (Mrs. Rodriguez), Gerald Sarracini (Pepe Torres)

## Snap Your Fingers
- Diretto da:
- Scritto da:

### Trama
- Interpreti: Philip Abbott (Peter), George Bartanioff (cameriere), Betty Furness (se stessa - annunciatrice sponsor), Renee Gadd (Miss Morris), Loraine Grover (Betsy), John MacKay (Tony), Janine Manatis (Lea), Nancy Sheridan (Caroline)

## Mr. Arcularis
- Diretto da:
- Scritto da:

### Trama
- Interpreti: John Drainie (Mr. Arcularis), Bramwell Fletcher (dottor Alderton), Betty Furness (se stessa - annunciatrice sponsor), Jonathan Harris (dottor Wetheril), John Mackwood (Steward), Gubi Mann (infermiera Carter), Nancy Wickwire (Miss Carter / Miss Dean / Mrs. Arcularis)

## The Luck of Luke McTigger
- Diretto da:
- Scritto da:

### Trama
- Interpreti: Staats Cotsworth (Mehaffey), Mary Doyle (Lovina), Betty Furness (se stessa - annunciatrice sponsor), Pat Henning (Luke McTigger), William Hickey (Jonesy), Peg Hillias (Widow Baines), Donald McKee (giudice Goodman)

## Song for a Summer Night
- Diretto da:
- Scritto da:

### Trama
- Interpreti: Kenneth Utt, Herbert Nelson, Peggy Feury, Martin Rudy, Bibi Osterwald, Joan Chandler, Betty Furness (se stessa - annunciatrice sponsor)

## Emmaline
- Diretto da:
- Scritto da:

### Trama
- Interpreti: Madeline Clive (Flora), Jan Farrand (Barbara), Betty Furness (se stessa - annunciatrice sponsor), Laurence Hugo (Bruce), John Reese (Griggs), Alexander Scourby (Edward)

## An Incident of Love
- Diretto da:
- Scritto da:

### Trama
- Interpreti: Betty Furness (se stessa - annunciatrice sponsor), Jack Lord (Paul Chester), Ruth McDevitt (Mrs. Hester), Lois Nettleton (Bertha Randall), Katherine Squire (Mrs. Chester), Michael Strong (Dave)

## The Ballad of Yermo Red
- Diretto da:
- Scritto da:

### Trama
- Interpreti: Harry Bellaver (St. Loo), Robert Dryden (Bud Jones), Betty Furness (se stessa - annunciatrice sponsor), Arch Johnson (Yermo Red), Loretta Leversee (Lily Duane), Biff McGuire (Overland Kid), George Mitchell (Ferguson), Jack Orrison (Bufford), Dan Reed (Angus Duane)

## Something Ventured
- Diretto da:
- Scritto da:

### Trama
- Interpreti: Wesley Addy (Walter Marshall), Betty Furness (se stessa - annunciatrice sponsor), Larry Gates (George Savage), Bryarly Lee (Barbara Savage), Joe Maross (Harry), Roger Quinlin (Ed Lewis), Jack Sterling (Frank)

## Guiulio
- Diretto da:
- Scritto da:

### Trama
- Interpreti: Betty Furness (se stessa - annunciatrice sponsor), Eleni Kiamos (Rose), Steven Marlo (Giulio)

## A Day Before Battle
- Diretto da:
- Scritto da:

### Trama
- Interpreti: Betty Furness (se stessa - annunciatrice sponsor), Jack Lord (Matt), Susan Oliver (Flora), Gerald Sarracini (Jamie)

## Cauliflower Heart
- Diretto da:
- Scritto da:

### Trama
- Interpreti: Luther Adler (Joe Rundle), Clarice Blackburn (Ruth Rundle), Pat DeSimone (Steve Morant), Betty Furness (se stessa - annunciatrice sponsor), Herbert Nelson (Macpherson)

## Dark Morning
- Diretto da:
- Scritto da:

### Trama
- Interpreti: Betty Furness (se stessa - annunciatrice sponsor), Larry Gates, Joan Potter, Howard Wierum